# Tedim
Tedim, ou Tiddim pour les britanniques, est une ville de l'État Chin, au nord-Ouest de la Birmanie. À l'époque britannique, elle était capitale de district. C'est aujourd'hui une grosse ville tranquille, située sur un plateau difficile d'accès, dans une région très montagneuse.

## Histoire et légende
En l'absence d'écriture, l'histoire de la ville est seulement connue par tradition orale. Elle aurait été fondée vers 1600 par Gui Mang, un prince Zomi de la puissante famille des Guite, qui régnait alors dans la région. Selon la tradition, le nom "Tedim" est dérivé d'un lac au sommet des collines, qui scintillait au soleil : te signifie "brillant" et dim "scintillant" en dialecte Paite. Cependant, il existe deux princes Gui Mang dans la chronologie locale, et le fondateur de Tedim est peut-être Gui Mang II.

Après la mort de Gui Lun (cinq générations après Gui Mang II), Tedim fut abandonnée pour deux générations. Elle redevint ensuite le centre politique des Guite Il existe une chanson commémorative de Pum Go à ce sujet (début du XVIIIe siècle) :
Dimtui vang khua, khua munnuam aw, sial leh sawm taang a tunna,
Sial leh sawm taang a tunna, siing tan’ lam bang eng nah e;
Taang silsial e, taang silsial e, Dimtui vangkhua taang silsial e,
Dimtui vang khua taang silsial e, kawi tawh laukha ka hualna.
En français :
Ma Dimtui (nom poétique de Tedim) natale est un endroit délicieux, où tous mes vœux sont accomplis,
Où tous mes vœux sont accomplis, car tout est verdoyant et net ;
Elle brille, oui, elle brille, ma Dimtui natale brille secrètement,
Ma Dimtui natale brille secrètement, là où j'ai juré fidélité à ma bien-aimée C'est-à-dire : où je l'ai épousée.

À l'époque de Mang Suum II, fils de Pum Go, les forces des Pawihangs (Pois ou Pawi) envahirent subitement la région et Tedim fut à nouveau abandonnée par Mang Suum et les siens, même si certains habitants survécurent sous la domination de Mang Gin, de la famille Hatlang. En 1840, les habitants restants appelèrent à l'aide Kam Hau, de la famille Sukte, nouvelle puissance montante liée militairement et politiquement avec les Zahau (sous-groupe des Pawis).
Sous Kam Hau, Tedim retrouva la sécurité et devint le centre politique et commercial de la région. Ce serait la raison pour laquelle les britanniques la choisirent comme résidence de leur officier de district.
Le 89e bataillon d'infanterie de l'armée birmane posséderait un laboratoire de fabrication d'héroïne à Tedim.

## Dialectes
Tedim est aussi le nom d'un dialecte Mizo-kuki-chin parlé dans la région, ainsi que dans certaines parties des états indiens du Manipur et du Mizoram. Le nombre total de locuteurs Tedim serait de 350 000.
Le Tedim est étroitement apparenté au dialecte Paite du Manipur. Ses locuteurs sont appelés Chin mais préfèrent généralement le terme Zomi. Ils célèbrent le 20 février comme le Zomi Nam Ni (Jour National Zomi, appelé par les autorités Jour National Chin).

### Liste des tribus
Par ordre alphabétique :
- Anlangh
- Cikha
- Gamlai
- Gawngmual
- Haicin
- Laitui
- Lamzang
- Ngennung
- Ngente
- Thangnuai
- Tonzang
- Tuithang
- Tuituum
- Vangteh